# 노동서사
노동서사(魯東書舍)는 경상북도 안동시 풍천면 가곡리에 있다. 2009년 1월 21일 안동시의 문화유산 제24호로 지정되었다.